# Референдумы в Лихтенштейне (1985)
Референдумы в Лихтенштейне проходили 3 февраля, 2 июля и 1 декабря 1985 года. Февральский референдум касался нового законодательства об охоте. Он был отклонён 62,5 % голосов избирателей. На июльский референдум были выдвинуты два предложения об увеличении количества мест Ландтага, но ни одно из них не получило большинства голосов и оба были отвергнуты. В декабре прошёл референдум по равенству полов. Он также имел две опции, но ни одна из них не была одобрена.

## Контекст

### Закон об охоте
Референдум касался нового закона, регулирующего право на охоту в Лихтенштейне, включая изменения в наказаниях.
Ранее в Лихтенштейне уже проходили два референдума о праве на охоту в 1961 и 1962 годах. Референдум 1985 года был факультативный референдум по народной инициативе: согласно статье № 66 Конституции законопроект, принятый Ландтагом 15 ноября 1984 года, являлся предметом запроса о всеобщем голосовании. Это была первая народная инициатива после увеличения числа подписей, необходимых для законодательного изменения, с 600 до 1000, а также первая инициатива после распространения права голоса на женщин, удвоившее общее количество голосов.

### Увеличение количества мест в Ландтаге
Референдум касался конституционной поправки по народной инициативе, предполагавшей увеличение количества мест в Ландтаге с 15 до 21, и по встречному предложению, предлагавшему увеличить Ландтаг до 25 мест.
Инициатива предполагала увеличение количества мест в Ландтаге с 15 до 21: 13 мест для Верхнего Лихтенштейна и 8 — для Нижнего Лихтенштейна, выдвинутая Патриотическим союзом, который собрал 1500 подписей, необходимых для конституционного проекта и представленных в парламент 27 сентября 1985 года. Подобная поправка была ранее отклонена населением в ходе голосований в 1919, 1945 и 1972 годах. 18 декабря 1984 года Прогрессивная гражданская партия представила подписи для встречного предложения, в котором предлагалось увеличить количество мест до 25, в том числе 15 мест для Верхнего Лихтенштейна и 10 — для Нижнего Лихтенштейна, с учётом соотношения 60:40, существовавшего ранее. Поскольку порог в 1500 подписей был достигнут для обоих предложений, две конституционные инициативы были отправлены в Ландтаг 17 апреля 1985 года в соответствии со статьей № 64.2 Конституции. Парламент отклонил их, что привело к вынесению их на всеобщее голосование. Это стало первым голосованием после недавнего увеличения количества подписей, необходимых для конституционного изменения, с 900 до 1500.

### Равенство полов
Референдум по равенству мужчин и женщин на работе проводился по народной инициативе от 27 сентября 1985 года по внесению поправок в статью № 31 Конституции для обеспечения соблюдения законов о равенстве полов на рабочих местах в течение 4 лет для частных компаний и 8 лет для государственных под страхом судебного преследования.
После сбора необходимых 1500 подписей для конституционной поправки народная инициатива была направлена в Ландтаг в соответствии со статьёй № 64.2 Конституции. Парламент отклонил предложение 23 октября 1985 года 10 голосами против 4, что привело к его голосованию. Кроме этого, Ландтаг внёс встречное предложение без ограничения времени или судебного преследования.

## Результаты

### Закон об охоте
| Выбор                               | Голоса | %    |
| ----------------------------------- | ------ | ---- |
| За                                  | 3 010  | 37,5 |
| Против                              | 5 026  | 62,5 |
| Недействительных/пустых бюллетеней  | 376    | -    |
| Всего                               | 8 412  | 100  |
| Зарегистрированных избирателей/Явка | 12 272 | 68,5 |
| Источник: Démocratie Directe        |        |      |

### Увеличение количества мест в Ландтаге
| Выбор                               | Голоса | %    |
| ----------------------------------- | ------ | ---- |
| За предложение I                    | 3 310  | 39,0 |
| За предложение II                   | 3 701  | 43,6 |
| Против обоих                        | 1 478  | 17,4 |
| Недействительных/пустых бюллетеней  | 312    | -    |
| Всего                               | 8 801  | 100  |
| Зарегистрированных избирателей/Явка | 12 317 | 71,5 |
| Источник: Démocratie Directe        |        |      |

### Равенство полов
| Выбор                               | Голоса | %    |
| ----------------------------------- | ------ | ---- |
| За предложение I                    | 1 973  | 23,3 |
| За предложение II                   | 2 400  | 28,3 |
| Против обоих                        | 4 109  | 48,4 |
| Недействительных/пустых бюллетеней  | 346    | -    |
| Всего                               | 8 828  | 100  |
| Зарегистрированных избирателей/Явка | 12 445 | 70,9 |
| Источник: Démocratie Directe        |        |      |